# Canton de l'Herzégovine de l'Ouest
L'Herzégovine de l'Ouest est un canton de la fédération de Bosnie-et-Herzégovine ayant Široki Brijeg comme centre administratif.

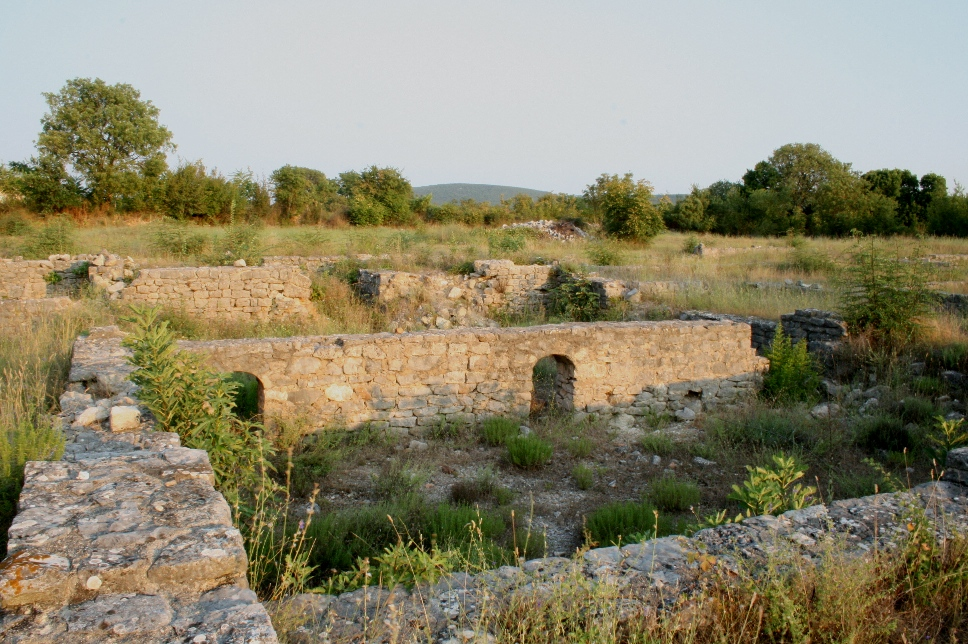
Ruines d'un ancien fort datant de l'époque romaine, à Humac

## Municipalités
Le canton compte 4 municipalités : Grude, Ljubuški, Posušje et Široki Brijeg.